# 피지 식민지
피지 식민지(영어: Colony of Fiji)는 대영제국의 왕령 식민지로 1874년부터 1970년까지 존재했다. 오늘날의 피지에 설립된 식민지이다.
1852년 그레이트브리튼 아일랜드 연합왕국(영국)은 1852년 피지 왕국을 병합할 기회를 얻었으나 실패했다. 라투 세루 에페니사 카코바우(Ratu Seru Epenisa Cakobau)가 섬을 할양하여 피지의 왕 자리를 유지하려고 했으나 영국과 그의 백성들 모두 이에 반대했다. 부채의 증가와 미국 해군의 위협으로 카코바우는 입헌군주제를 채택했고, 1871년 유럽 정착자들에게 땅을 주는 것을 허용했다.
새로운 정권의 붕괴는 1872년 또 다른 섬의 할양을 초래했고 1874년 영국은 공식적으로 피지를 합병했다. 1970년 피지는 영국 연방 왕국의 일원으로 독립했다.

## 같이 보기
- 투이비티